# Ercoliano Monesi
Ercoliano Monesi (Trecenta, 6 agosto 1934 – Roma, 13 dicembre 2001) è stato un politico e intellettuale italiano, deputato nell'VIII legislatura.
In gioventù insegnante di matematica a Porto Tolle, ha vissuto poi con passione la politica del suo tempo grazie a doti di lucidità e rigore etico riconosciute anche dagli avversari. 
Divenuto responsabile provinciale e poi regionale del PSI ha successivamente fatto parte del direttivo nazionale del partito. Ha ricoperto il ruolo di presidente dell'Ente Ville Venete e di guida nazionale dello S.C.A.U..
Nel 1983 viene eletto deputato col PSI nell'ottava legislatura nel collegio di Verona subentrando al posto di Roberto Liotti.
Firma di prestigio de l'"Avanti!", negli anni novanta ha guidato il processo di rinascita delle forze liberali e socialiste dopo l'attacco giudiziario diretto contro il Partito Socialista di Bettino Craxi.
Nella maturità scrittore di talento, ha prodotto numerosi saggi ed un romanzo, Viaggio a Venezia, che ha rivelato sensibilità umana e profonda competenza nel raccontare, con nostalgia, la fine di una civiltà fortemente ancorata all'Europa ed alle sue radici culturali, denunciando l'incedere irrefrenabile del pensiero comune e del conformismo, degrado morale contro cui ha diretto ogni sua energia fino alla fine dei suoi giorni.